# 穆爾斯卡索博塔
穆爾斯卡索博塔，是斯洛文尼亞東北部穆爾斯卡索博塔城市市鎮内的城市及其行政中心。毗鄰奧地利和匈牙利。面積14.5平方公里，2020年人口11,107人。

## 姐妹城市
- 德国因戈爾施塔特
- 塞爾維亞帕拉欽
- 美国伯利恆
- 法國 菲尔米尼